# Radôstka
Radôstka is een Slowaakse gemeente in de regio Žilina, en maakt deel uit van het district Čadca.
Radôstka telt 848 inwoners.